# دهه تهاجم
«دههٔ تهاجم» (به انگلیسی: Decade of Aggression) آلبومی از گروه موسیقی ترش متال اسلیر است که در سال ۱۹۹۱ میلادی منتشر شد.